# 理性崇拜

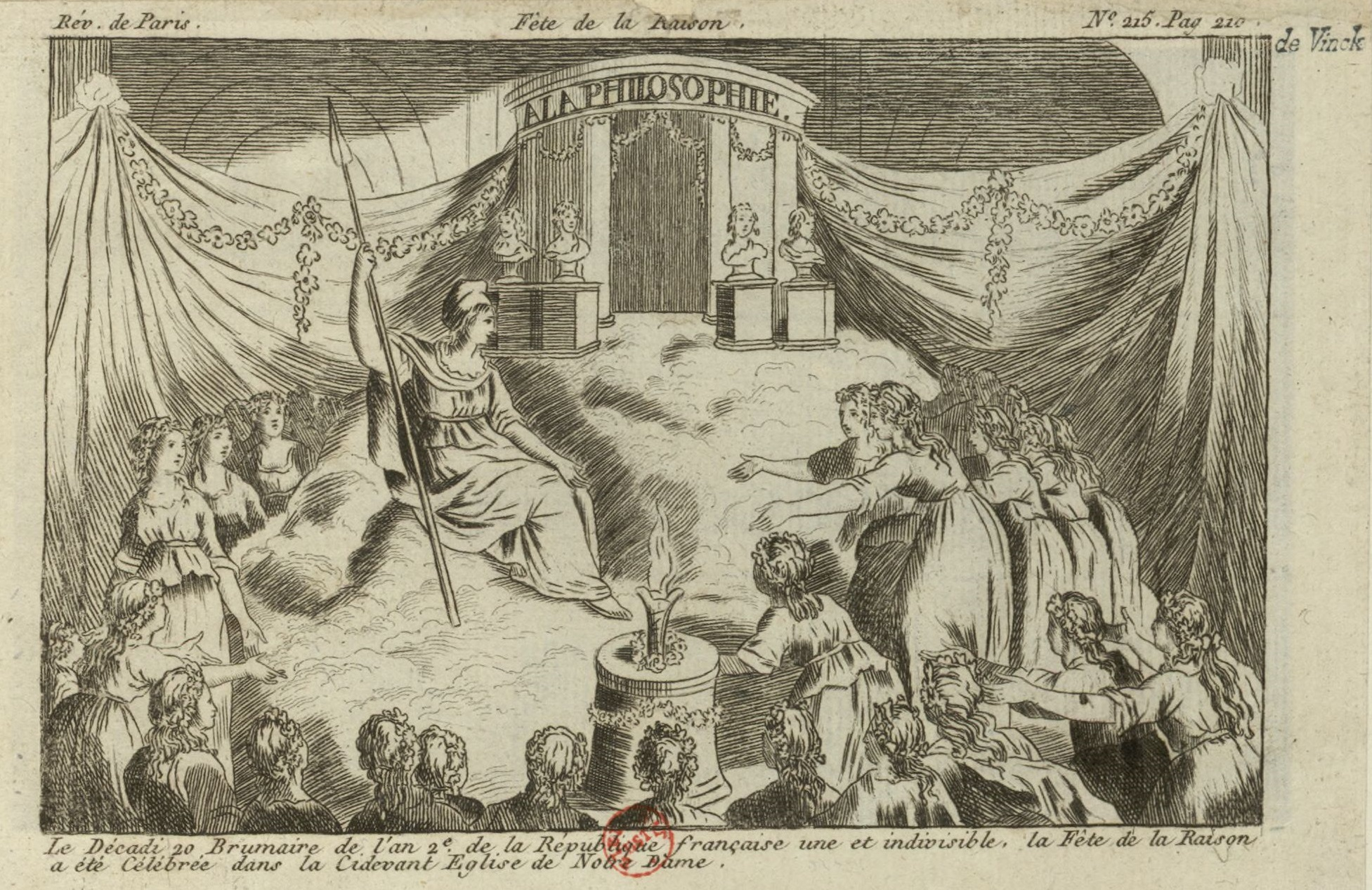
Fête de la Raison（“理性节日”），圣母院，雾月2日（1793）。

理性崇拜（法語：Culte de la Raison）是法国大革命时期出现的一种基于无神论的信仰。该信仰由雅克-勒内·埃贝尔，皮埃尔·加斯帕德·肖梅特和他们的支持者创立，其目标在于取代基督教。理性崇拜学说的对立面之一，是创始人为羅伯斯庇爾的最高主宰崇拜。这两个信仰都是大革命时期和恐怖统治时期非基督教化运动的重要组成部分。